# Sebastian Junger
Sebastian Junger (* 17. ledna 1962) je americký novinář a dokumentarista.
Narodil se v Belmontu v Massachusetts, v roce 1980 dokončil studia na Concordské akademii a o čtyři roky později získal bakalářský titul z kulturní antropologie na Wesleyan University. Debutoval v roce 1997 knihou The Perfect Storm (česky Dokonalá bouře, 2000) o rybářské lodi Andrea Gail, ztracené v severním Atlantiku při bouři v roce 1991. V roce 2000 se kniha dočkala filmového zpracování v režii Wolfganga Petersena s Georgem Clooneyem v hlavní roli. Kniha Fire (2000; česky Oheň aneb Tango se smrtí, 2003) je sbírkou novinářských článků z několika nebezpečných oblastí, včetně Afghánistánu, Sierry Leone a Kosova. V roce 2006 vydal knihu A Death in Belmont o znásilnění a vraždě Bessie Goldbergové v roce 1963.
Spolu s britským fotožurnalistou Timem Hetheringtonem natočil dokumentární film Restrepo (2010) o válce v údolí Korangal v Afghánistánu, které Junger v letech 2007–2008 několikrát navštívil a psal o něm pro časopis Vanity Fair. Téhož roku vyšla související kniha War (česky Válka: Jeden rok války v Afghánistánu, 2012). Stejnému tématu se věnuje ve filmech Korengal a 	The Last Patrol, uvedených v roce 2014. V roce 2016 vydal knihu Tribe (česky Kmen: Všichni chceme někam patřit, 2017), v níž studuje válečné veterány z pohledu antropologa. V roce 2021 vydal cestopis Freedom a o tři roky později knihu In My Time of Dying o břišním krvácení, při němž téměř zemřel; v knize dále přemítá mj. o posmrtném životě.
V roce 2020 měl premiéru film Blood on the Wall o imigrantech, drogových problémech a korupci v Mexiku a střední Americe.
Jeho manželkou byla bulharská spisovatelka Daniela Petrova.